# Гіпотеза Ловаса про гамільтонів цикл

Гамільтонів шлях у графі Келі симетричної групи.

Гіпо́теза Ло́васа про гамільто́нів цикл — класична гіпотеза в теорії графів.
Сформульована в четвертому томі «Мистецтва програмування», але, найпевніше, була відома значно раніше.

## Формулювання
Кожен скінченний зв'язний вершинно-транзитивний граф містить гамільтонів шлях.

## Варіації та узагальнення
- Будь-який скінченний зв'язний вершинно-транзитивний граф, крім п'яти винятків, містить гамільтонів цикл; винятками є:
  - Повний граф {\displaystyle K_{2}},
  - Граф Петерсена і граф, отриманий з нього заміною кожної вершини трикутником,
  - Граф Коксетера і граф, отриманий з нього заміною кожної вершини трикутником.

Повний граф {\displaystyle K_{2}}.
Граф Петерсена.
Граф Коксетера.

Жоден із п'яти винятків не є графом Келі. Це спостереження приводить до слабшої версії гіпотези:
- Будь-який граф Келі скінченної групи містить гамільтонів цикл.

Для орієнтованих графів Келі гіпотеза хибна.

## Окремі випадки
- Відомо, що орієнтований граф Келі абелевої групи має гамільтонів шлях.
  - З іншого боку, циклічні групи, порядок яких не є степенем простого числа, допускають орієнтований граф Келі без гамільтонового циклу[1].
- 1986 року Д. Вітте довів, що гіпотеза істинна для графів Келі p-груп.
- Питання залишається відкритим для діедральних груп.

Відомо, що для симетричної групи гіпотеза істинна для таких наборів твірних:
- {\displaystyle a=(1,2,\dots ,n),b=(1,2)} (довгий цикл і транспозиція).
- {\displaystyle s_{1}=(1,2),s_{2}=(2,3),\dots ,s_{n-1}=(n-1,n)} (твірні Коксетера). У цьому випадку гамільтонів цикл будується алгоритмом Штайнгауза — Джонсона — Троттера[en].
- {\displaystyle a=(1,2),b=(1,2)(3,4)\cdots ,c=(2,3)(4,5)\cdots }.